# L’Astronomia
L’Astronomia, mit vollständigem Titel L’astronomia: bimestrale di scienza e cultura, war ein italienisches astronomisches Wissenschaftsmagazin.
Das Magazin wurde 1978 von Margherita Hack und Corrado Lamberti gegründet und wurde in rund 30.000 Exemplaren verkauft.
Unter den Autoren waren italienische und internationale Astronomen, aber auch Schriftsteller wie Alberto Moravia und Giuseppe Prezzolini.
Das Magazin erschien zuerst alle zwei Monate (beispielsweise Nr. 2 Januar/Februar 1980 bis Nr. 4 Mai/Juni 1980), später dann in monatlichen Ausgaben. Im Jahr 1984 änderte sich der Titel in Mensile di scienza e cultura und wurde von Media Presse in Mailand herausgegeben. Die Zeitschrift wurde im Jahr 2008 mit der Nr. 296 eingestellt.

## Ausgabentitel
- L’astronomia: bimestrale di scienza e cultura. 1979, OCLC 797620199.
- L'astronomia: mensile di scienza e cultura. Media Press, 1984, ISSN 1126-9081, OCLC 695593048.